# Покраса Олександр Петрович
Олекса́ндр Петро́вич Покраса — старший солдат Збройних сил України, учасник російсько-української війни.
Станом на жовтень 2013-го — військовослужбовець, служив в місті Новоград-Волинський, спеціалізація — розвідник, 54-й окремий розвідувальний батальйон.

## Нагороди
За особисту мужність і героїзм, виявлені у захисті державного суверенітету та територіальної цілісності України, вірність військовій присязі під час російсько-української війни, відзначений — нагороджений
- 27 червня 2015 року — орденом «За мужність» III ступеня.